# Беллуно (провинция)
Беллу́но (итал. Provincia di Belluno, вен. Provincia de Bełun) — провинция в Италии, в области Венето. Столицей является город Беллуно.
Занимает площадь в 3,678 км² с общей численностью населения около 200 000 человек.

## География
Провинция достаточно протяжённая и её значительную часть занимают горные районы. Она включает в себя природные и исторические регионы Cadore, Feltrino, Alpago, Val di Zoldo, Agordino, Comelico и Ampezzano. Восточная часть представлена Доломитами, включая такие вершины как Тофана, Мармолада, Tre Cime di Lavaredo и Antelao. Вся территория богата водой, здесь протекает река Пьяве со своими притоками Boite и Cordevole.
Южная часть носит название Valbelluna и является самой протяжённой и густонаселённой долиной провинции; этот район граничит с Венецианскими Преальпами. В провинции располагается национальный парк Доломити-Беллунези.

## История
У представителя эпиграветтской культуры Villabruna 1 (ок. 14 тыс. л. н.) из Рипари Виллабруна (коммуна Соврамонте) определена митохондриальная группа U5b2b и Y-хромосомная гаплогруппа R1b1a-L754* (xL389,V88). Кластер Виллабруна (Villabruna Cluster) из
15 особей послеледникового максимума (14000—7000 л. н.) связан с азильской культурой и культурами эпипалеолита и мезолита.
Старейшей археологической находкой в провинции является Lagole di Calalzo в историческом регионе Cadore, датируемая примерно 5 веком до н. э. и представляющая собой святилище бога здоровья палеовенетов. Крупнейшие раскопки, некрополиса, находятся в коммуне Мель. Находки оттуда в настоящее время выставляются в музеях Пьеве-ди-Кадоре и Мель.
С 1420 по 1797 территория Беллуно была частью Венецианской республики. Когда земли захватили французы, провинция стала субъектом Австрийской империи как часть Венецианской провинции. Беллуно оставалась под властью Австрии после наполеоновских войн как часть Ломбардо-Венецианского королевства по 1866 год, когда была передана вновь образованному королевству Италия. В 1873 году на территории провинции произошло крупное землетрясение. В 1923 году в провинцию Беллуно вошли Кортина-д’Ампеццо, Saint Lucia and Livinallongo Colle del Col di Lana, которые были частью Австро-Венгрии (графство Тироль).
В 1943 году итальянское правительство подисало перемирие с союзниками, провинция была оккупирована нацистской Германией, которая реорганизовала провинцию в рабочую зону альпийского предгорья и передала под управление гауляйтеру Францу Хоферу. Фактически, регион (с добавлением территории Трентино-Альто-Адидже) до конца войны был присоединён к немецкому рейху. Этот статус окончился вместе с нацистским режимом и итальянское правление было восстановлено в 1945 году.

## Климат
Климат провинции Беллуно резкий континентальный и один из наиболее жёстких в Альпах. Обуславливается преимущественно Доломитами и весьма схож с климатом восточной части Тироля. В южной части провинции климат более тяжёлый. В Беллуно выделяют следующие климатические зоны:
- Самые низкие долины на высоте около 700 м обычно имеют мягкий климат, пограничный между океаническим и влажным континентальным. Температура в самый холодный месяц составляет от 0 до −3 °С. Лето жаркое, но не настолько как в долинах рек По и Адидже. Средняя температура самого тёплого месяца составляет от 18 до 21°С. Эта зона как и большинство восточных Альп имеет высокую влажность. Средняя норма осадков в Беллуно достигает 1300 мм в год. Снег обычно лежит всю зиму и может выпадать в марте или ноябре. Из-за влажности по несколько лет зимы могут быть мягкими, со средними значениями около точки замерзания воды, а также большими снегопадами и частыми снежными заносами. Основные города в этой зоне Беллуно, Фельтре, Seren del Grappa.
- Срединые долины на высоте от 700 м до 1500 м или до 1300 м в районе Преальпы. Клипат типичный влажный континентальный. Средняя температура зимой от −7 до −5 °С на севере и юго-западе в январе и от −5°С до −3°С в центральных районах.
- Высоты от 1500 до 1900 метров обладают холодным континентальным климатом, наиболее влажным в провинции. Зимы холодные и снежные со средней температурой от −9 до −5 °С. В июле температура от 10 до 12°С
- Высокогорья выше 1900 метров с горным тундровым климатом. Присутствует на необитаемых территориях. Весь год температура ниже 10°С. На высотах более 2000 метров резко понижается. В январе средняя температура в горах на высоте 1500 м −3°С и −6°С в долинах, −6°С в горах свыше 2000 метров, −8°С свыше 2500 м и −10°С свыше 3000 метров.

## Экономика
До недавнего времени экономика провинции основывалась на сельскохозяйственной деятельности, бедной из-за горной местности, но в настоящее время менее важной, за исключением выращивания бобовых в коммуне Ламон и производства сыра пьяве в долинах Доломитов. На сегодня в Беллуно находится одна из наиболее важных отраслей промышленности северной Италии, производство очков (например, компания Luxottica имеет свою штаб-квартиру в Агордо). Также присутствуют важные производственные сектора бытовой техники (Zanussi и другие бренды) и сантехнических приспособлений (бренды Ceramica Dolomite, IdealStandard).
Одним из важных факторов экономики является туризм: Кортина-д’Ампеццо, Аллеге, Ливиналлонго-дель-Коль-ди-Лана, Саппада и другие места славятся как в самой Италии, так и за рубежом.

### Города
- Алано-ди-Пьяве
- Арсье

## Языковые меньшинства
В провинции присутствуют следующие языковые меньшинства, признаваемые законом:
- меньшинство с ладинским языком присутствует в трёх коммунах — Колле-Санта-Лучия, Ливиналлонго-дель-Коль-ди-Лана-Фодом и Кортина-д’Ампеццо-Анпецо;
- немецкоговорящее меньшинство в коммуне Саппада-Plodn, Фарра-д’Альпаго и Тамбре.

## Иностранные граждане
По состоянию на 31 декабря 2010 года в десятку стран происхождения иностранных граждан, проживающих в Беллуно, входили:
- Марокко — 2003
- Румыния — 1663
- Албания — 1441
- Украина — 1329
- Китай — 1220
- Республика Македония — 1006
- Молдавия — 715
- Хорватия — 557
- Косово — 378
- Сербия — 330

## Коммуны
В провинции 69 коммун. По состоянию на 30 июня 2005 года основными по численности населения коммунами являлись:
- Беллуно — 36 112
- Фельтре — 20 122
- Седико — 9 174
- Понте-нелле-Альпи — 8 180
- Санта-Джустина — 6 517
- Мель — 6 288
- Кортина-д’Ампеццо — 6 216
- Лимана — 4 670
- Трикьяна — 4 604
- Педавена — 4 435
- Агордо — 4 225
- Лонгароне — 4 114
- Чезиомаджоре — 4 096
- Пьеве-ди-Кадоре — 4 017